# Eric Dennis
Eric Dennis ist ein US-amerikanischer Basketballtrainer.

## Leben
Dennis spielte bis 1983 Basketball an der University of Southern Indiana. Zwischen 1984 und 1987 bekleidete er an der University of Central Florida den Co-Trainer-Posten.
Von 1987 bis 1990 war er als Spielerbeobachter für den NBA-Klub Orlando Magic tätig. Zusätzlich betreute er als Trainer Mannschaften in den Spielklassen National Basketball League (Montreal Dragons), World Basketball League (Jacksonville Stingrays) und United States Basketball League (Miami Tropics). Zudem war er in Hongkong als Trainer tätig.
Dennis, der auch als Späher für die Minnesota Timberwolves arbeitete, trat 1991 das Amt des Cheftrainers des deutschen Bundesligisten Steiner Bayreuth an. In 14 Pflichtspielen gelangen der Mannschaft unter Dennis’ Leitung nur drei Siege. In Bayreuth ließ er mit einer ungewöhnlichen Trainingsmethode aufhorchen, als er während einer Übungseinheit über Lautsprecher Radiogeräusche einspielen ließ, um den Lärm von Zuschauern während eines Spiels nachzuahmen. Als Bayreuth ans Tabellenende der Bundesliga-Südstaffel abgerutscht war, wurde der US-Amerikaner nach dreimonatiger Amtszeit entlassen. Anschließend war er vier Jahre lang Talentspäher bei den Detroit Pistons (NBA).
Er arbeitete als Co-Trainer an der Indiana State University und leitete ab Herbst 1995 die Leistungssportabteilung am Robert Morris College, 1998 trat er denselben Posten am Hood College an.